# Терасета

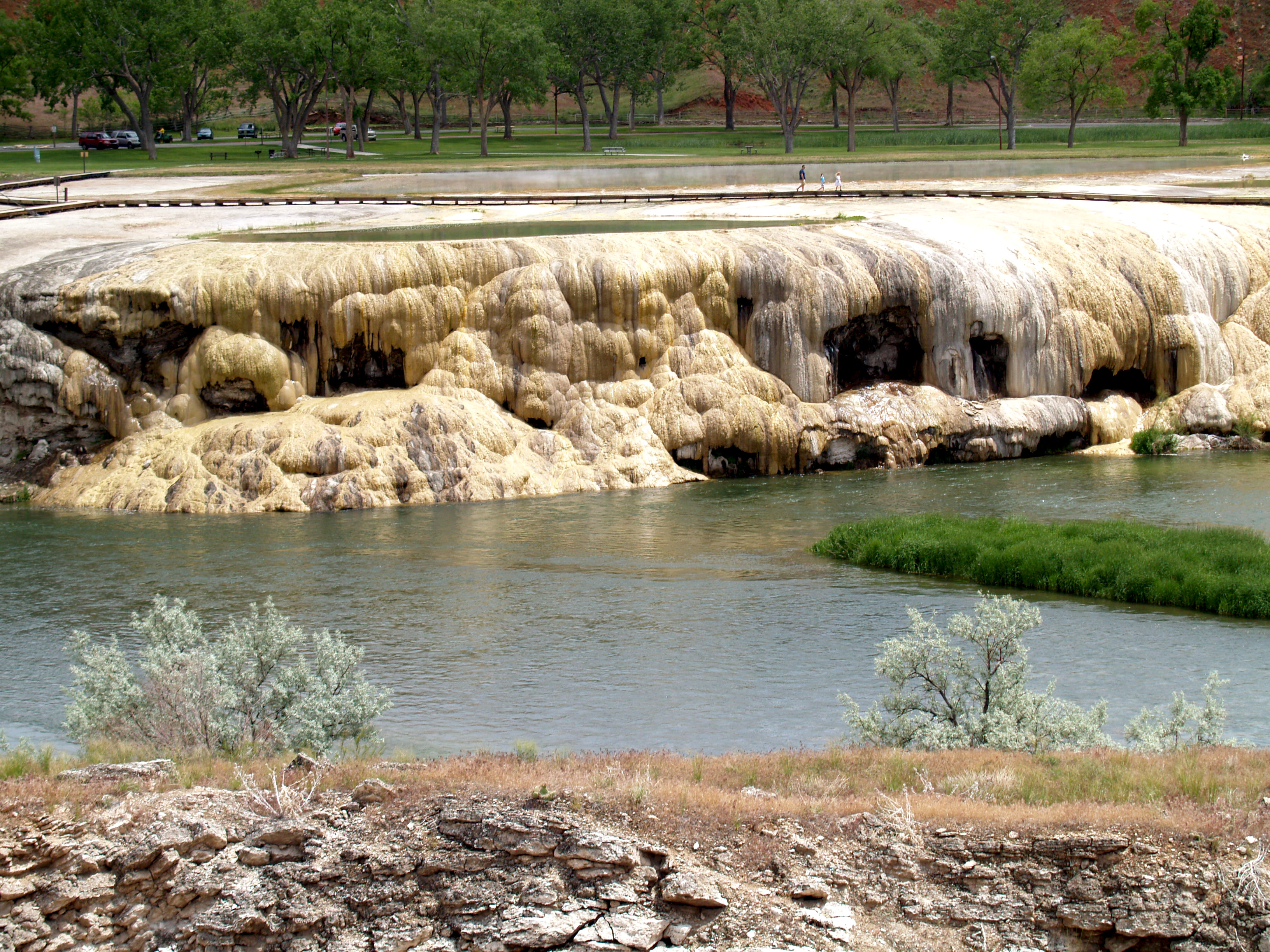
Терасети поблизу мінеральних джерел – майданчик вкритий карстовими мікрогурами.

Терасета (рос. террасетта, англ. terracette, нім. Terracette) — 1. Невеликий терасний майданчик, у печері чи поблизу мінеральних джерел – майданчик вкритий карстовими мікрогурами – тонкими кірковими відкладами кальциту, що утворюють коло навколо западинки з водою розміром у дек. см. [Hill, Forti, 1986]. 2. У геоморфології – один з видів рельєфу,  на схилі пагорбу. 

## Інтернет-ресурси
- Geology and geomorphology

| Армілярна сфера | Це незавершена стаття з географічної термінології. Ви можете допомогти проєкту, виправивши або дописавши її. |